# 民主黨 (大韓民國1995年)
民主黨，是1995年至1997年期間存在的大韓民國政黨。
1995年11月27日，金大中重返政壇，創建新政黨新政治國民會議，最大在野黨民主黨分裂後，民主黨殘餘勢力與改革新党合併為統合民主黨。1996年6月4日改黨名為民主黨。1997年11月21日，與保守派新韓國黨合併為「大國家黨」。

## 歴代代表
- 共同代表（1995年12月16日～1996年6月3日）
  - 李基澤
  - 金元基
  - 張乙炳

- 總裁（1996年6月～1997年11月）
  - 李基澤（1996年6月4日～1997年8月4日）
  - 趙淳（1997年8月28日～11月21日）

## 主要选举记录

### 國會選舉
| 年度   | 選舉   | 贏得席位 | 區域得票數 | 區域得票率 | 區域席位 | 比例得票數     | 比例得票率     | 比例席位 | 選舉結果         | 領袖   |
| ------ | ------ | -------- | ---------- | ---------- | -------- | -------------- | -------------- | -------- | ---------------- | ------ |
| 1996年 | 第14屆 | 15 / 299 | 2,207,695  | 11.23%     | 9 / 253  | 制度未採兩票制 | 制度未採兩票制 | 6 / 46   | ▼ 21席；第四大黨 | 張乙炳 |